# Feicht Zoltán
Feicht Zoltán (Budapest, 1978 –) táncművész, koreográfus.

## Pályafutás
Tizenkét éves korában kezdett táncolni a Rock Színházban, a Légy jó mindhalálig című musicalben. A Balettintézetben Dózsa Imre és Keveházi Gábor növendéke volt. Eredetileg színész szeretett volna lenni, de felvették a Táncművészeti Főiskolára, amit 1998-ban végzett el, a kortárs tánccal külföldön ismerkedett, az Operaházból Salzburgba szerződött.
Olyan mesterek hatottak rá, mint Simon Mottram, Seregi László, Frenák Pál.
2016-ban a Közép-Európa Táncszínház által hetedik alkalommal megrendezett Nemzetközi Monotánc Fesztivál közönségdíját Pari című előadása nyerte.

## Tanulmányok
- Magyar Táncművészeti Főiskola 1990-1999 Balettművész szak, kiváló eredménnyel
- North Carolina School of the Arts 1996, 1997 Ösztöndíj
- Magyar Táncművészeti Főiskola 2002-2005 Koreográfus szak

## Koreográfus
- Second – kortárs tánc előadás, 2017, koreográfus
- PARI - Szóló előadás, 2016, koreográfus
- 11 - Fabula Fatalis - Pszichikai színház, 2013, társ koreográfus
- Hybris - 3 szóló, Circus Theater production, 2012 koreográfus

## Díjak
- 6. ÖTR Contest Vienna 2007 – Modern/kortárs kategória – II. helyezett
- Monotánc 2016 Nemzetközi kortárs tánc fesztivál, - Közönségdíj